# Шаснур
Шасну́р — улус в Окинском районе Бурятии. Входит в сельское поселение «Саянское».

## География
Шаснур — самый западный населенный пункт Бурятии, расположен в межгорной озёрной котловине на левом берегу реки Сенцы (левый приток Оки) около озера Шас-Нур, в 19 км юго-западнее центра сельского поселения — села Саяны.

## Население
| 2002 | 2010 |
| ---- | ---- |
| 63   | ↘50  |